# Macrocentrus peroneae
Macrocentrus peroneae är en stekelart som beskrevs av Muesebeck 1932. Macrocentrus peroneae ingår i släktet Macrocentrus och familjen bracksteklar. Inga underarter finns listade i Catalogue of Life.